# Strain gauge
Strain gauge (udtale: [ˈstrεjn ˈgεjʤ], fra eng. strain = belastning, gauge = måler), undertiden kaldet strækmåler, er en sensor, der kan registrere en genstands deformation (tøjning) i form af stræk eller kompression. Ved hjælp af en stærk lim sættes en strain gauge på en genstand, der forventes at blive udsat for en svag deformation. Den kan være udformet som et metalfolie med en tynd tråd i et zigzagmønster. Den elektriske modstand gennem tråden ændrer sig ved deformationen. En strain gauge er den centrale del af mange måleinstrumenter, f.eks. kraftmålere eller vægte i alle størrelser.

## Wheatstone-bro
Den meget lille ændring i den elektriske modstand som følge af deformationen måles ved hjælp af en brokobling, der kaldes en Wheatstone-bro. En eller flere strain gauges placeres på genstanden, enten som såkaldt kvartbro, halvbro eller fuldbro, for at give et større og dermed mere målbart udsving.